# Porella elegantula
Porella elegantula là một loài rêu tản trong họ Porellaceae. Loài này được (Lindenb. & Gottsche) Mizut. miêu tả khoa học lần đầu tiên năm 1964.